# Ljubomira
Ljubomira je žensko osebno ime.

## Izvor imena
Ime Ljubomira je različica imena Ljuba.

## Pogostost imena
Po podatkih Statističnega urada Republike Slovenije je bilo na dan 31. decembra 2007 v Sloveniji število ženskih oseb z imenom Ljubomira: 116.

## Osebni praznik
V koledarju je ime Ljubomira skupaj z imenom Ljuba; god praznuje 28. septembra.